# Wojciech Ozimek (dziennikarz)
Wojciech Ozimek (ur. 14 września 1949, zm. 5 stycznia 2009) – polski dziennikarz, felietonista, autor tekstów kabaretowych. 
Był absolwentem wydziału polonistyki Uniwersytetu Warszawskiego oraz studium dziennikarskiego. Pracę zawodową zaczynał jako nauczyciel w Szkole Podstawowej nr 34 w Radomiu, a następnie opiekun młodzieży w Ochotniczych Hufcach Pracy. Jako dziennikarz debiutował w latach 80. XX wieku na łamach „Słowa Ludu”, następnie pisał w „Dzienniku Radomskim”, w którym piastował funkcję sekretarza redakcji, a w późniejszym okresie redaktora naczelnego. Udzielał się w, wystawianym na scenie Empiku, „Żywym Słowie”, gdzie prezentował swoją kronikę towarzyską. Współpracował z radomskim teatrem, Radiem Rekord, TV Dami. W ostatnim okresie życia był kierownikiem radomskiego oddziału „Życia Warszawy”.
W wyborach parlamentarnych w 1993 otwierał radomską listę okręgową Polskiej Partii Przyjaciół Piwa.